# Beldert
Beldert is de voormalige haven van Dreischor in de provincie Zeeland, in de streek en gemeente Schouwen-Duiveland. De haven verloor zijn functie na de afdamming van het Dijkwater in 1954 en werd in 1959 gedempt. Tot en met 1960 lag Beldert in de gemeente Dreischor. In 1961 werd het deel van de gemeente Brouwershaven, in 1997 van de gemeente Schouwen-Duiveland. De buurtschap Beldert valt onder het dorp Dreischor, waar het even ten zuiden van ligt.
Ten tijde van de in 1840 gehouden volkstelling werd Beldert niet vermeld.

## Naam
In 1504-1505 heette deze plaats Bellaert. In 1694 werd de naam veranderd naar Beldert. Beldert is van oorsprong een waternaam. In Zeeland komt de geslachtsnaam Bellaert al in de middeleeuwen voor.